# Gouverneur K. Warren
Gouverneur Kemble Warren, född den 8 januari 1830 i Cold Spring, New York, död den 8 augusti 1882 i Newport, Rhode Island, var en amerikansk militär. Han var bror till Emily Warren Roebling.
Warren blev 1854 officer vid topografiska ingenjörkåren och vid inbördeskrigets utbrott (1861) överstelöjtnant vid ett volontärinfanteriregemente samt samma år överste och 1862 brigadchef. Som sådan utmärkte han sig under sistnämnda års fälttåg, särskilt i det blodiga slaget vid Antietam. År 1863 blev han ingenjörbefälhavare vid Potomacarmén, i vilken egenskap han utmärkte sig vid Gettysburg. Warren blev generalmajor (vid volontärarmén) på grund av sitt förhållande vid Chancellorsville och förde en tid befälet öfver 2:a armékåren. År 1864 fick han befälet över 5:e kåren, vilket han på ett framstående sätt förde under detta års fälttåg. Även 1865 förde han framgångsrikt nämnda kår, men blev inte desto mindre efter (det segerrika) slaget vid Five Forks av arméchefen, general Sheridan, entledigad från befälet på grund av uraktlåtenhet att rätt fullgöra dennes före slaget givna order. Kort efteråt begärde och erhöll han, som (enligt mångas åsikt med rätta) ansåg sig orättvist behandlad, avsked ur aktiv tjänst, men var fortfarande verksam som ingenjörmajor och överstelöjtnant i hemorten. Warren ansågs som en av Nordstaternas bästa generaler, men hans självständiga sinnelag bragte honom vid flera tillfällen i konflikt med överordnade, som generalerna Grant, Meade och Sheridan.